# 哥伦比亚那中心
哥伦比亚那中心（Columbiana Centre）是美國南卡羅來納州哥伦比亚26号州际公路/76号美国国道公路旁的一个单层的室内购物中心，于1990年开业。商场的大部分区域位于勒星頓縣，部分区域位於里奇兰县。购物中心面積788,103平方英尺（73,217.2平方）  。 
2022年4月16日下午，哥伦比亚那
中心发生枪击事件。此次事件中有14人受伤，年龄从15岁到73岁不等，其中9人受到了枪伤。三人在槍擊现场被拘留。 